# Connie Ferguson
Connie Ferguson (Kimberley, 10 de junio de 1970) es una actriz, cineasta y empresaria sudafricana, conocida popularmente por su papel como Karabo Moroka en la telenovela sudafricana Generations. Actuó en el programa desde su inicio en 1994 hasta que se retiró en 2010. En 2014 aceptó volver a interpretar su papel en la serie después de una ausencia de cuatro años y luego se retiró definitivamente en 2016.
Ferguson apareció en la portada de la revista Forbes Woman Africa en 2018.

## Carrera

### Generations(1994-2010; 2014-2016)
En 1994 comenzó a interpretar el papel principal de Karabo Moroka, la esposa de Tau Mogale y hermana de Archie Moroka, en la popular telenovela sudafricana Generations, donde actuó junto a Menzi Ngubane, Slindile Nodangala y Sophie Ndaba. En 2010, después de haber interpretado el papel durante 16 años, Ferguson anunció su salida de Generations "para buscar otras opciones de carrera". Volvió a la telenovela cuatro años después para ayudar a relanzar Generations: El Legado.
Tras su partida en 2010, protagonizó el papel principal de la telenovela de M-Net The Wild, que se rodó en una exótica granja de caza sudafricana. Fue coprotagonista con su esposo en la vida real hasta su cancelación en abril de 2013.

### Ferguson Films (2010-presente)
Ferguson y su esposo Shona lanzaron la compañía de producción Ferguson Films en 2010. Su primera obra, Rockville, fue encargada por M-Net tres años después. Otras producciones incluyen iGazi, The Gift, The Throne, The Queen, The River y The Imposter. La pareja suele aparecer en sus propias producciones; por ejemplo, Connie interpreta el papel de Harriet Khoza en The Queen.
The Queen recibió varias nominaciones en los South African Film and Television Awards de 2018.

## Filmografía
- Generations (1994–2010; 2014–2016)
- Soul City
- Solly Loves Kina (2002)
- Love By Many Way's (2003)
- Late Night News with Connie Ferguson (2004–2007)
- Comedy Central Roaster (2010)
- The Wild (2011–2013)
- Strictly come Dancing (2013)
- Rockville (2015–2016)
- The Queen (2016–presente)